# Viola (Kansas)
Viola és una població dels Estats Units a l'estat de Kansas. Segons el cens del 2000 tenia 211 habitants.

## Demografia
Segons el cens del 2000, Viola tenia 211 habitants, 74 habitatges, i 56 famílies. La densitat de població era de 509,2 habitants/km².
Dels 74 habitatges en un 41,9% hi vivien nens de menys de 18 anys, en un 55,4% hi vivien parelles casades, en un 14,9% dones solteres, i en un 24,3% no eren unitats familiars. En el 21,6% dels habitatges hi vivien persones soles el 8,1% de les quals corresponia a persones de 65 anys o més que vivien soles. El nombre mitjà de persones vivint en cada habitatge era de 2,85 i el nombre mitjà de persones que vivien en cada família era de 3,25.
Per edats la població es repartia de la següent manera: un 36% tenia menys de 18 anys, un 8,1% entre 18 i 24, un 25,6% entre 25 i 44, un 19,9% de 45 a 60 i un 10,4% 65 anys o més.
L'edat mediana era de 32 anys. Per cada 100 dones de 18 o més anys hi havia 101,5 homes.
La renda mediana per habitatge era de 45.469 $ i la renda mediana per família de 47.031 $. Els homes tenien una renda mediana de 42.000 $ mentre que les dones 20.625 $. La renda per capita de la població era de 16.804 $. Entorn del 3,4% de les famílies i el 7,9% de la població estaven per davall del llindar de pobresa.

## Poblacions més properes
El següent diagrama mostra les poblacions més properes.